# Kulturquartier Mecklenburg-Strelitz
Das Kulturquartier Mecklenburg-Strelitz ist eine kulturelle Verbundeinrichtung in Neustrelitz für die historische Region Mecklenburg-Strelitz, welche Kultureinrichtungen wie das Museum der Stadt, die Stadtbibliothek und das Karbe-Wagner-Archiv unter einem Dach zusammenführt. Es befindet sich im unter Denkmalschutz stehenden ehemaligen Postgebäude in der Schloßstraße 12/13. Nach umfassenden Umbau- und Sanierungsarbeiten wurde die Alte Post als ein kulturelles Zentrum von Stadt und Region am 3. Oktober 2015 neu eröffnet und seit 2016 als gGmbH geführt.
Das Kulturquartier Mecklenburg-Strelitz hat seit 2021 die Trägerschaft der Schlosskirche Neustrelitz übernommen.

## Geschichte des Gebäudes

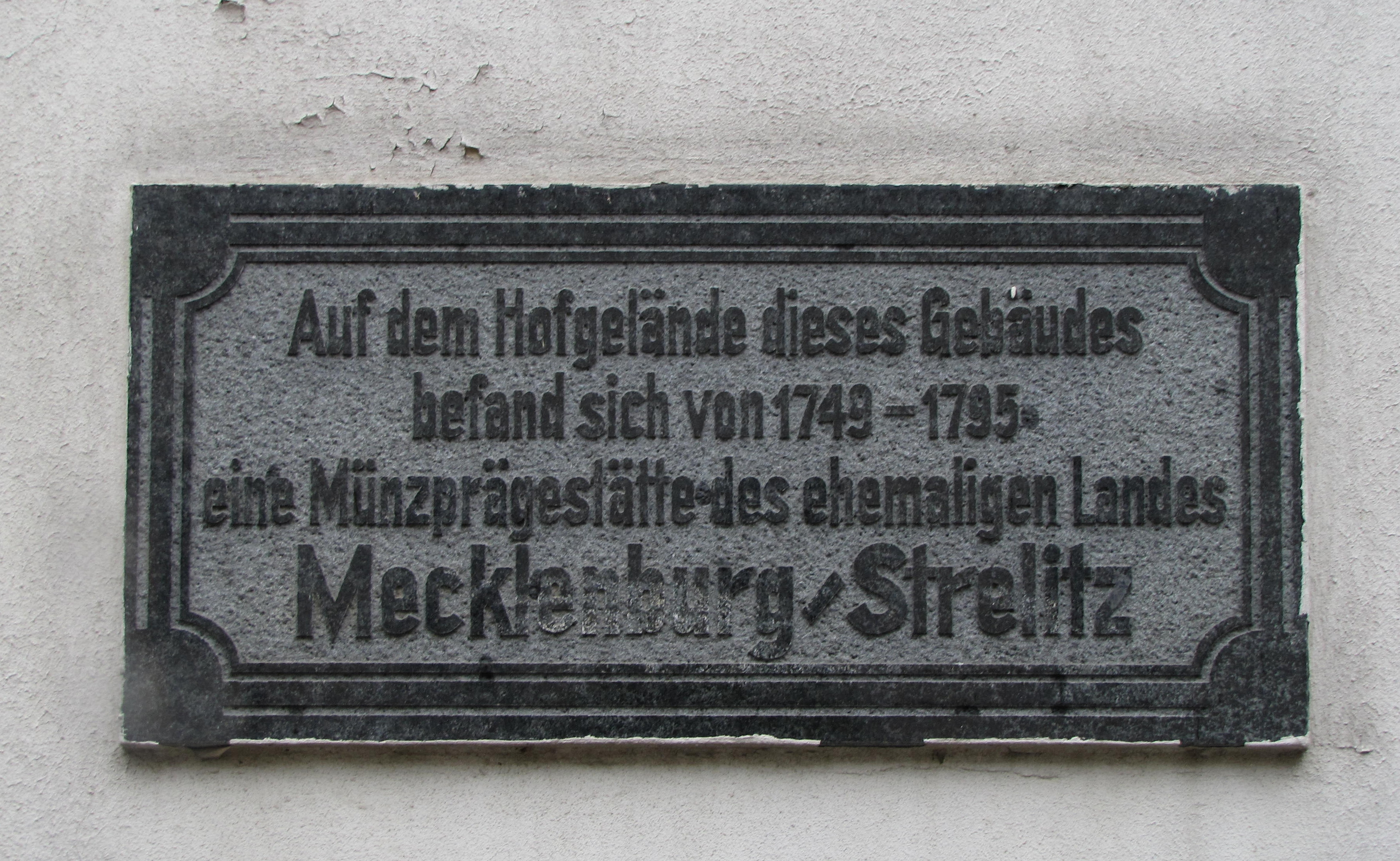
Erinnerungstafel an eine herzogliche Münzprägestätte

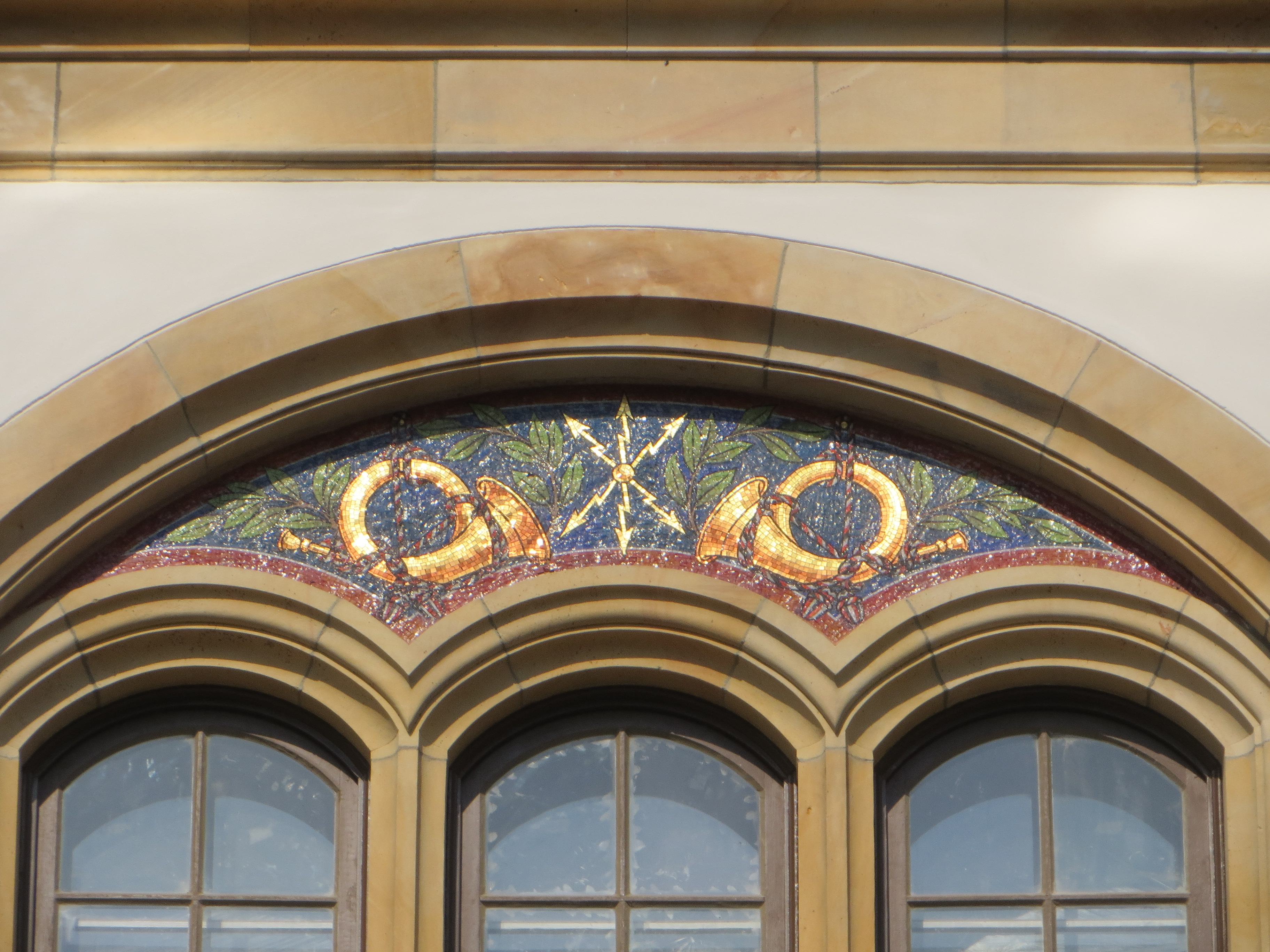
Fassadenschmuck

Der Gebäudekomplex in der Schloßstraße, die den zentralen Marktplatz und den Schlossbezirk verbindet, blickt auf eine lange Geschichte öffentlicher Nutzung zurück. Von 1748 bis 1795 befand sich im erhaltenen Hofgebäude Nr. 12 die herzogliche Münze von Mecklenburg-Strelitz. 1869 wurde das Grundstück an den Norddeutschen Postbezirk, ab 1871 kaiserliche Reichspost, verkauft, die 1898 auch das Nachbarhaus Nr. 13 erwarb. Zwischen 1899 und 1901 wurde auf diesen beiden Arealen ein von neoromanischen und neogotischen Architekturformen inspirierter Neubau errichtet als Kaiserliches Postamt und Postamt I. Classe, das gleichzeitig den Fernsprech- und Telegraphendienst wahrnahm. Der Bau ist ein elfachsiges zweigeschossiges Traufenhaus mit zwei Giebelrisaliten in der zweiten und zehnten Achse. An beiden Seiten gibt es eine zweiflügelige Eingangstür. Große Rundbogenfenster im Erdgeschoss, Stichbogen-Doppelfenster im Obergeschoss und Dreierfenster in den Risaliten gliedern die Hausfassade zur Schlossstraße. Beide Risalite sind über den Fenstern im ersten Obergeschoss mit Mosaiken geschmückt: Im linken sind in goldenen Lettern die Jahreszahlen 1899 bis 1901 zu lesen, über dem Fenster im rechten Giebelrisalit symbolisieren zwei goldene Posthörner das Postwesen und zwei Blitze das Telegrafen- bzw. Fernmeldewesen. 1928 wurde der Torweg verbreitert. 1933 erfolgte ein innerer Umbau, wovon aber die Schalterhalle nicht betroffen war.
Die Funktion des Post- und Fernmeldeamtes behielt das Gebäude bis 2000. Bis 2003 war hier noch der Zustellbereich untergebracht. 2008 erwarb die Stadt Neustrelitz das Areal. 2011 wurde eine Kooperationsvereinbarung mit den Nachbargemeinden zur Aufnahme in das Städtebauförderungsprogramm  abgeschlossen. Das Gebäude steht unter Denkmalschutz. In den Folgejahren wurde das Postgebäude umgebaut; im Hof entstand nach Plänen des Berliner Büros BHBVT ein Neubau mit Lesesälen und Ausstellungsräumen.
Im Verlauf der Planung änderte sich der Name der geplanten Verbundeinrichtung von Kulturhistorisches Zentrum in Kulturquartier Mecklenburg-Strelitz.

## Heutige Nutzung
Im Gebäude sind das Museum der Stadt mit einer Dauerausstellung zur Geschichte von Mecklenburg-Strelitz, die Stadtbibliothek, die heimatkundliche Sammlung des Karbe-Wagner-Archivs sowie das Archiv des Landestheaters Neustrelitz untergebracht.

### Museum
Das Museum der Stadt Neustrelitz ist 1973 mit privaten Sammlungen von Annaliese Wagner mit dem Anspruch gegründet worden, das 1945 untergegangene Mecklenburg-Strelitzsche Landesmuseum zu ersetzen. Das Landesmuseum im Schloss Neustrelitz war nach dem Sturz der Monarchie aus in Jahrhunderten gewachsenen Sammlungen des strelitzschen Fürstenhauses und aus Ausstattungsstücken von deren Schlössern formiert und beim Neustrelitzer Schlossbrand bei Kriegsende vernichtet worden. Eine private bürgerliche Sammlung konnte dem nicht nahekommen.

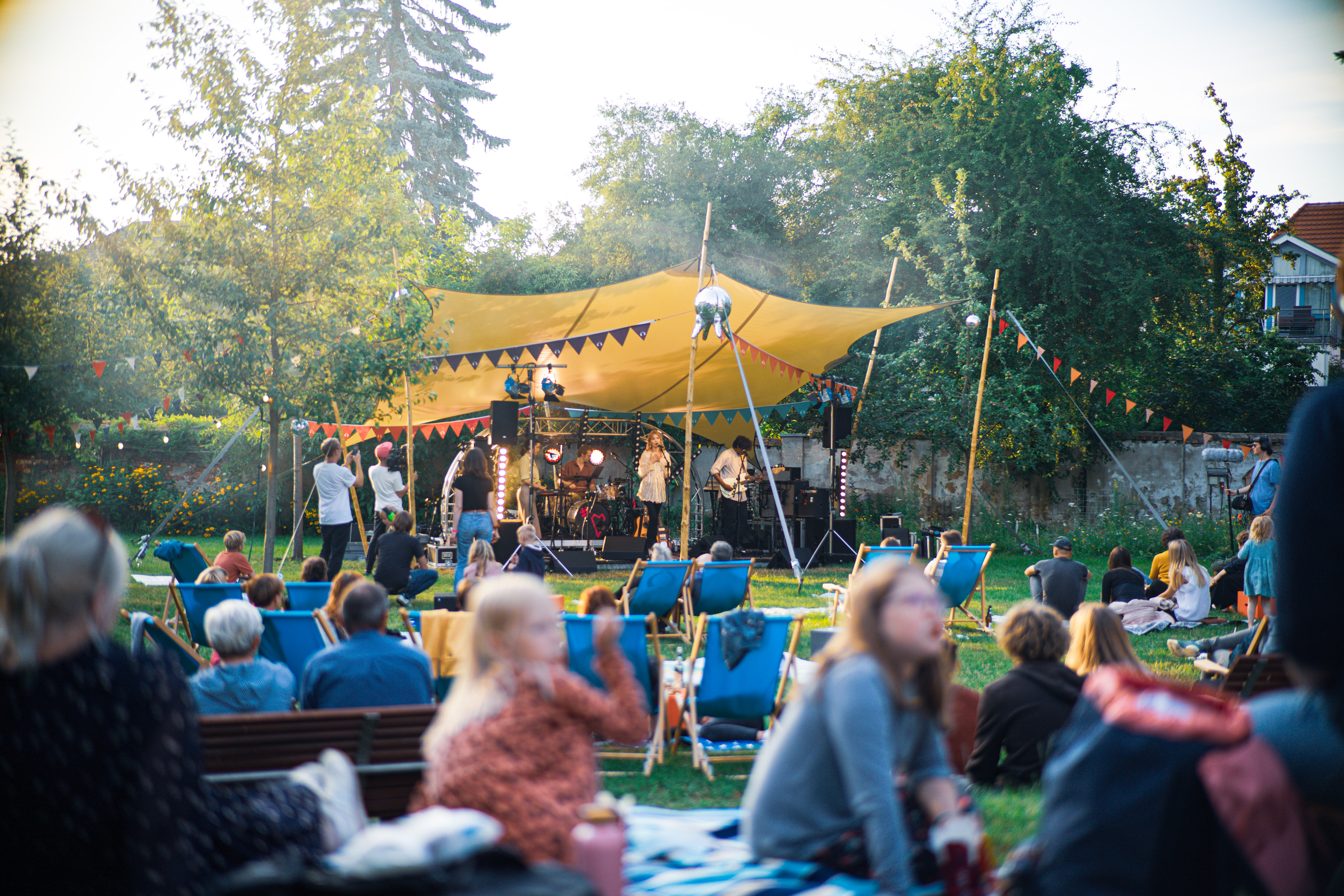
Immergut Festival im Garten des Kulturquartiers

Bis 2015 befand sich das Stadtmuseum im 1822 von Friedrich Wilhelm Buttel erbauten ehemaligen Wohn- und Geschäftshaus der Familie Wagner (Schloßstraße 3). Seine Sammlungen illustrierten die Geschichte der früheren Residenzstadt und des ehemaligen (Teil-)Herzogtums, (Teil-)Großherzogtums und Freistaates Mecklenburg-Strelitz.

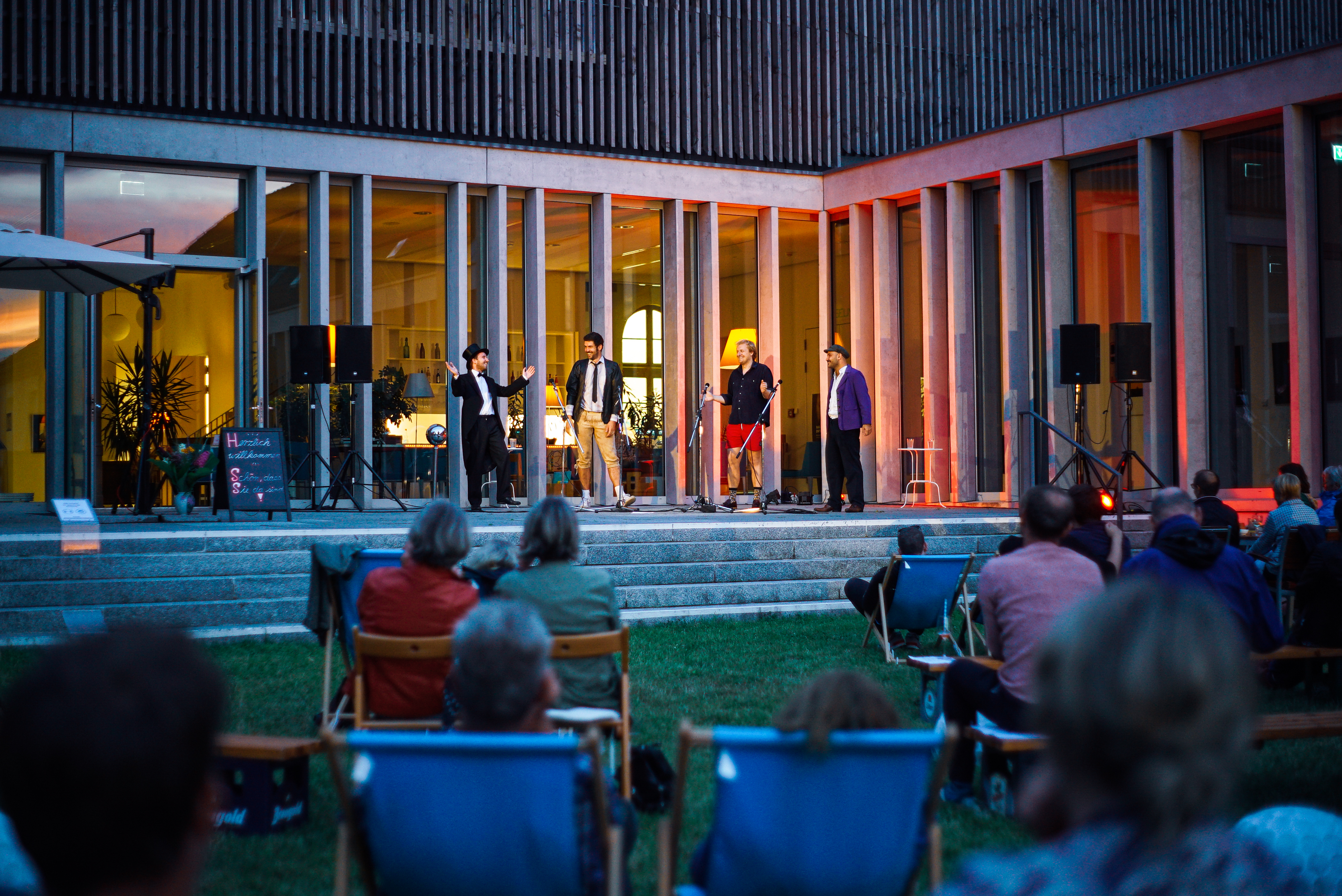
Walhalla zum Seidlwirt live auf der Terrasse des Kulturquartiers

Ab April 2016 wurde im Kulturquartier eine Dauerausstellung mit ca. 800 Exponaten zur Geschichte des Landesteils Mecklenburg-Strelitz eröffnet.

### Stadtbibliothek
In der Stadtbibliothek stehen auf rund 500 m² Fläche ca. 50.000 Medien zur Verfügung. Den Nutzern von Bibliothek und Karbe-Wagner-Archiv steht ein gemeinsamer Lesesaal zur Verfügung.

### Karbe-Wagner-Archiv
Das Karbe-Wagner-Archiv (KWA) ist eine 1956 von Annalise Wagner (1903–1986) auf der Grundlage des Nachlasses von Walter Karbe (1877–1956) gegründete heimatkundliche Sammlung und wissenschaftliche Spezialbibliothek. Sammlungsschwerpunkte sind die Stadtgeschichte von Neustrelitz sowie südostmecklenburgische Regionalgeschichte, insbesondere von Mecklenburg-Strelitz.

### Veranstaltungen, Café
Im Kulturquartier finden regelmäßig Veranstaltungen unterschiedlicher Art statt. So werden im Daniel Sanders Saal Kleinkunst und Lesungen angeboten; im großen Garten finden Konzerte und Tanzfeste statt.
Das Kulturquartier betreibt ein Café mit Terrasse.